# Der Kreidekreis
Alexander von Zemlinsky componeerde zijn zevende opera Der Kreidekreis gedurende de periode 1930-1932. Hij baseerde zijn eigen libretto in drie akten op de versie van Klabund van Ring van krijt uit de 14e eeuw. 

## Geschiedenis
Het werd zijn laatste opera. De eerste voorstellingen waren gepland eind 1933 in het Krolloper, waar de dirigent Otto Klemperer de scepter zwaaide. Echter het operagebouw, dat voornamelijk de toen hedendaagse muziek liet horen, werd door de aanhang van Nazi-Duitsland gezien als een Joodse/communistische/negroïde instelling (lees invloeden van jazz). Steeds meer voorstellingen in dat operahuis werden getroffen door dreigementen of verstoringen. De operastichting kreeg steeds minder de gelegenheid om “alternatieve” muziek te laten horen. Uiteindelijk werden de voorstellingen van Der Kreidekreis geannuleerd. De eerste voorstelling  vond plaats in Zürich op 14 oktober 1933. Het jaar daarop had de regering van Adolf Hitler meer greep op haar aanhang en konden alsnog voorstellingen worden gegeven in Duitsland en Oostenrijk. De opera kreeg terugslag te verwerken toen de politiechef van Stettin van de opera hoorde. Hij verbood na de voorstelling van 16 januari 1934 de overige geplande voorstelling(en) en andere theaters volgden al snel. De muziek verschoof langzaam in de richting van Entartete Kunst. 
Wat ooit was begonnen als een wellicht definitieve doorbraak van de componist eindigde als verboden muziek. De meningen na de doorgezette voorstellingen waren overigens verdeeld. De een vond het een teken van de muzikale capaciteiten van Zemlinsky, anderen zeiden dat de opera zeker niet groots was. De politieke situatie zal zeker bijgedragen hebben bij de vorming van die meningen.

## Orkestratie
In de instrumentatie twee bijzonderheden: saxofoons en banjo:
- sopranen voor rollen Tsjang-Haitang, Yu-Pei
- alt voor rol van moeder van Tsjang-Haitang
- tenor voor rol Prins Pao, Tong
- bariton voor rollen van Tsjang-Ling, Ma, Tsjao
- spreekstem: Tsjoe-Tsjoe
- 3 dwarsfluiten, 3 hobo’s, 3 klarinetten, 2 fagotten, 2 saxofoons
- 4 hoorns, 3 trompetten, 3 trombones, 1 tuba
- pauken, 1  man/vrouw percussie, 1 harp, banjo
- violen, altviolen, celli, contrabassen

## Discografie
De kwaliteit van de opera is wellicht terug te vinden in de discografie. In 2012 is er slechts één compact discversie beschikbaar. Capriccio gaf in 1992 de wereldpremière op cd-gebied uit met relatief onbekende solisten met het Radio-Symfonie Orkester Berlin o.l.v. Stefan Soltesz. Daar bleef het bij; die versie is inmiddels grotendeels uitverkocht; de opera is in 2012 nog wel als download beschikbaar. 